# Административно-территориальное деление Чечни
Административно-территориальное деление Чечни — территориальная организация Чеченской Республики России. 

## Административно-территориальное устройство
Согласно Закону «Об административно-территориальном устройстве Чеченской Республики» и Реестру административно-территориальных единиц Чеченской Республики, регион включает следующие административно-территориальные единицы:
- 3 города республиканского значения (Аргун, Грозный, Гудермес);
- 15 районов;
- 4 города (районного значения): Курчалой, Урус-Мартан,Ачхой-Мартан, Шали;
- 360 сельских населённых пунктов.

Согласно Конституции Чеченской Республики в состав региона входят 17 районов, включая формально воссозданные Галанчожский и Чеберлоевский районы, которые фактически организованы так и не были.
| №                                | Название           | Код ОКАТО | Административный центр |
| -------------------------------- | ------------------ | --------- | ---------------------- |
| Города республиканского значения |                    |           |                        |
|                                  | Аргун              | 96 402    | Аргун                  |
|                                  | Грозный            | 96 401    | Грозный                |
|                                  | Гудермес           | 96 404    | Гудермес               |
| Районы                           |                    |           |                        |
| 1                                | Ачхой-Мартановский | 96 202    | Ачхой-Мартан           |
| 2                                | Веденский          | 96 204    | Ведено                 |
| -                                | Галанчожский       |           | Галанчож               |
| 3                                | Грозненский        | 96 207    | Толстой-Юрт            |
| 4                                | Гудермесский       | 96 210    | Гудермес               |
| 5                                | Итум-Калинский     | 96 211    | Итум-Кали              |
| 6                                | Курчалоевский      | 96 212    | Курчалой               |
| 7                                | Надтеречный        | 96 216    | Знаменское             |
| 8                                | Наурский           | 96 222    | Наурская               |
| 9                                | Ножай-Юртовский    | 96 225    | Ножай-Юрт              |
| 10                               | Серноводский       | 96 231    | Серноводское           |
| 11                               | Урус-Мартановский  | 96 234    | Урус-Мартан            |
| -                                | Чеберлоевский      |           | Шаро-Аргун             |
| 12                               | Шалинский          | 96 237    | Шали                   |
| 13                               | Шаройский          | 96 291    | Химой                  |
| 14                               | Шатойский          | 96 228    | Шатой                  |
| 15                               | Шелковской         | 96 240    | Шелковская             |

## Муниципальное устройство
В рамках организации местного самоуправления (муниципального устройства), в границах административно-территориальных единиц республики были созданы муниципальные образования. К 1 января 2019 года их число составило 238, в том числе:
- 2 городских округа,
- 15 муниципальных районов, в составе которых:
  - 4 городских поселения и
  - 217 сельских поселений.

### Муниципальные районы и городские округа
| №         | Название             | Чеченское название    | Флаг | Герб | Площадь 2018, км² | Площадь 2020, км² | Население, чел. (2024 г.) | Административный центр |
| --------- | -------------------- | --------------------- | ---- | ---- | ----------------- | ----------------- | ------------------------- | ---------------------- |
| 1e-06     | Муниципальные районы |                       |      |      |                   |                   |                           |                        |
| 1         | Ачхой-Мартановский   | Тӏехьа-Мартанан кӀoшт |      |      | 1131,02           | 753,21            | ↗99 296                   | город Ачхой-Мартан     |
| 2         | Веденский            | Веданан кlошт         |      |      | 936,01            | 940,24            | ↗42 150                   | село Ведено            |
| 3         | Грозненский          | Соьлжа-Гlалин кlошт   |      |      | 1480,43           | 1236,26           | ↗86 700                   | село Толстой-Юрт       |
| 4         | Гудермесский         | Гуьмсан кlошт         |      |      | 708,72            | 728,23            | ↗181 085                  | город Гудермес         |
| 5         | Итум-Калинский район | Итон-Кхаьллан кӏошт   |      |      | 1276,90           | 1245,92           | ↗6659                     | село Итум-Кали         |
| 6         | Курчалоевский        | Курчалойн кӏошт       |      |      | 410,18            | 417,86            | ↗124 171                  | город Курчалой         |
| 7         | Надтеречный          | Теркан кӏошт          |      |      | 883,16            | 955,45            | ↗67 097                   | село Знаменское        |
| 8         | Наурский             | Невран кӏошт          |      |      | 2205,17           | 2204,32           | ↗60 856                   | город Наурская         |
| 9         | Ножай-Юртовский      | Нажи-Юьртан кӀошт     |      |      | 628,93            | 628,81            | ↗56 999                   | село Ножай-Юрт         |
| 10        | Серноводский         | Эна-Хишкан кIошт      |      |      | 358,17            | 368,53            | ↘27 505                   | город Серноводское     |
| 11        | Урус-Мартановский    | Хьалха-Мартанан кӏошт |      |      | 649,15            | 1138,82           | ↗171 261                  | город Урус-Мартан      |
| 12        | Шалинский            | Шелан кӏошт           |      |      | 637,02            | 598,89            | ↗141 382                  | город Шали             |
| 13        | Шаройский            | Шаройн кӏошт          |      |      | 580,00            | 589,26            | ↗2901                     | село Химой             |
| 14        | Шатойский            | Шуьйтан кlошт         |      |      | 824,20            | 876,26            | ↗24 025                   | село Шатой             |
| 15        | Шелковской           | Шелковскан кӏошт      |      |      | 2994,12           | 3000,10           | ↗63 767                   | город Шелковская       |
| 15.000002 | Городские округа     |                       |      |      |                   |                   |                           |                        |
| 16        | город Грозный        | Соьлжа-ГӀала          |      |      | 324,15            | 360,78            | ↗328 533                  | город Грозный          |
| 17        | город Аргун          | Орга-Гӏала            |      |      | 28,10             | 130,21            | ↗61 968                   | город Аргун            |

## История территориального деления Чечни
В разные исторические периоды историко-географической области Чечни прослеживались различные формы разделения территории: в этно-социальном, возможно тайповом плане — нахские «землицы» старорусских источников и «общества» в более поздних русскоязычных исследованиях; некоторые наибства Северо-Кавказского имамата — теократические исламские округа; территории в составе Российской империи — Чеченский и, частично, Сунженский казачий округа; в составе СССР — районы и области Чеченского НО, Чеченской АО, районы восточной части Чечено-Ингушской АО и Чечено-Ингушской АССР; в составе Российской Федерации — районы и города республиканского значения современной Чеченской Республики.
Помимо политического административно-территориального деления, в Чечне зафиксированы ряд исторических и географических экзотопонимов — Малая и Большая Чечня, Горная и Равнинная/Плоскостная Чечня, Предгорная Чечня, Притеречье. Ряд исследователей выделяет области Терско-Сунженского и Терско-Сулакского междуречий, иногда в научных работах обособленно описывают Долину Сунжи или Долину Терека — эти историко-географические объекты также частично находятся на территории Чечни.
На 15 января 1965 года Чечено-Ингушская АССР включала Ачхой-Мартановский, Веденский, Грозненский, Гудермесский, Малгобекский, Надтеречный, Назрановский, Наурский, Ножай-Юртовский, Советский, Сунженский, Урус-Мартановский, Шалинский и Шелковской районы, а также города республиканского подчинения Грозный, Гудермес и Малгобек.
В 1989 году Советский район был переименован в Шатойский. В 1990 году образован Итум-Калинский район, а Аргун стал городом республиканского подчинения.

### Постсоветский период
При разделе Чечено-Ингушской АССР на Чечню и Ингушетию в 1992 году к последней отошли Малгобекский, Назрановский, часть Сунженского района и город республиканского подчинения Малгобек. В 1995 году в Чечне были образованы Курчалоевский и Шаройский районы.
В 1999 году Правительство РФ начинает КТО на территории Северо-Кавказского региона (Вторая чеченская война, 1999—2009 годы), активная фаза которой приходится на 1999—2000 годы и приводит к ликвидации сепаратистского режима ЧРИ.
В 2001—2003 годах чеченское радикальное движение продолжает свою активность, окончательно переходя к диверсионно-террористической тактике и постепенно теряет политическую доминанту своей деятельности. На этом фоне в Чечне укрепляются структуры и силы, лояльные российскому государству и ставшие деятельными оппонентами сецессионистскому движению. Проблема статуса Чеченской Республики к 2003—2004 годам уходит из актуальной политической повестки — республика возвращается в политико-правовое пространство РФ и занимает свои позиции в качестве субъекта РФ, с избранными органами власти и процедурно одобренной Конституцией. Однако, даже к 2008 году муниципалитеты в Чечне фактически не существовали и вместо них действовали органы государственной власти.
26 июня 2008 года в Грозный прибыли Руководитель АП РФ С. Е. Нарышкин и его первый заместитель В. Ю. Сурков для участия в совещании Правительства ЧР, посвященному вопросам местного самоуправления. С. Е. Нарышкин поставил задачу по формированию органов местного самоуправления в ЧР, которое должно быть завершено в течение максимум полутора лет, а В. Ю. Сурков заявил, что это будет финальная стадия восстановления ЧР, после чего она станет самым обычным регионом РФ. В связи с этим, по поручению Президента ЧР Р. А. Кадырова, властями республики был инициирован процесс по установлению границ муниципальных образований (проводится в соответствии с принятым в 2003 году Законом РФ № 131-ФЗ «Об общих принципах организации местного самоуправления в Российской Федерации»). Депутаты Парламента ЧР I-го созыва, буквально перед самым самороспуском, приняли сразу десять законов, касающихся муниципальных образований республики.
11 декабря 2019 года Сунженский район Чеченской Республики был переименован в Серноводский район.
1 января 2020 года границы районов и городских округов Чечни изменены, в том числе из состава Грозненского района исключены территории 10 сельских поселений в пользу городских округов город Грозный и город Аргун, а также Урус-Мартановского, Ачхой-Мартановского и Шатойского районов. Помимо этого, из состава Ачхой-Мартановского района в Серноводский район передано Бамутское сельское поселение, а из состава Гудермесского района в состав Курчалоевского района передана территория Илсхан-Юртовского сельского поселения. Ненаселённые части территории Старо-Ачхойского сельского поселения Ачхой-Мартановского района включены в Урус-Мартановский и Шатойский районы.
С 21 июня 2021 года административный центр Грозненского муниципального района перенесён в село Толстой-Юрт.

## Пресса. Ссылки
- Нарышкин: для формирования местного самоуправления в Чечне нужен особый закон : ст. // «Кавказский Узел» : интернет-СМИ / учред. ООО «МЕМО» (с 2008), гл. ред. Г. С. Шведов. — свид. Эл № ФС 77-31048 от 25.01.2008, выдано Роскомнадзором. — М., 28.06.2008. — (учрежд. Междунар. обществом «Мемориал» в 2001).
- Выборы в новый парламент Чечни пройдут в первых числах октября : ст. // «Кавказский Узел» : интернет-СМИ / учред. ООО «МЕМО» (с 2008), гл. ред. Г. С. Шведов. — свид. Эл № ФС 77-31048 от 25.01.2008, выдано Роскомнадзором. — М., 03.07.2008. — (учрежд. Междунар. обществом «Мемориал» в 2001).
- В Чечне начата работа по установлению внутренних границ : ст. // «Кавказский Узел» : интернет-СМИ / учред. ООО «МЕМО» (с 2008), гл. ред. Г. С. Шведов. — свид. Эл № ФС 77-31048 от 25.01.2008, выдано Роскомнадзором. — М., 18.01.2008. — (учрежд. Междунар. обществом «Мемориал» в 2001).
- Закон РФ № 131-ФЗ : закон // Сайт Конституции Российской Федерации : интернет-проект ООО НПП «Гарант-Сервис» (справочно-правовая система) / Президент комп. Д. В. Першеев, члены науч. ред. совета сайта С. А. Авакян, Г. П. Ивлев и др.. — (нач. работы сайта 2003). — М., 2003.
- Атлас этнополитической истории Кавказа (1774—2004) / А. А. Цуциев ; Владикавказский ин-т упр., Фонд «Кавказский ин-т демократии». — Москва : Европа, 2007. — 128 с. — ISBN 978-5-9739-0123-3.
- Актуальный список ОКАТО
- Справочник территорий (ОКАТО)